# Cyrtodactylus chanhomeae
Cyrtodactylus chanhomeae là một loài thằn lằn trong họ Gekkonidae. Loài này được Bauer, Sumontha & Pauwels mô tả khoa học đầu tiên năm 2003.